# 千葉運輸支局
千葉運輸支局（ちばうんゆしきょく）は国土交通省の地方支分部局である運輸支局のひとつ。関東運輸局管内。
陸運関係については本庁舎の他、3箇所の出先機関を持つ。

## 所在地
- 本庁舎（陸運・海事とも） - 千葉県千葉市美浜区新港198
  - 習志野自動車検査登録事務所 - 千葉県船橋市習志野台八丁目57-1
  - 袖ヶ浦自動車検査登録事務所 - 千葉県袖ケ浦市長浦字拓弐号580-77
  - 野田自動車検査登録事務所 - 千葉県野田市上三ヶ尾207-22

## 管轄区域

### 陸運部門
- 本庁舎 - 千葉県中部・東部（千葉市・佐倉市・四街道市・成田市・八街市・富里市・東金市・香取市・銚子市・匝瑳市・旭市・山武市・大網白里市・山武郡（九十九里町・横芝光町・芝山町）・香取郡（神崎町・多古町・東庄町）・印旛郡（酒々井町）
  - ここで交付されるナンバープレートは「千葉」ナンバーと「成田」ナンバー（ご当地ナンバー：成田市・富里市・山武市・神崎町・多古町・芝山町・横芝光町）になる。1968年の「千葉」「習志野」分割以前は千葉県全域を対象に「千」ナンバーを交付していた。
  - 2006年10月10日にご当地ナンバー第1弾として、成田市・富里市・山武市・神崎町・多古町・芝山町・横芝光町を使用の本拠の位置とする車両向けに「成田」ナンバーの交付が開始された。

- 習志野自動車検査登録事務所 - 千葉県西部（市川市・浦安市・鎌ケ谷市・船橋市・習志野市・八千代市・白井市・印西市・印旛郡（栄町））
  - 1968年4月16日に千葉県陸運事務所習志野支所（当時）として発足。
  - ここで交付されるナンバープレートは「習志野」ナンバーと「船橋」ナンバー（ご当地ナンバー：船橋市）、「市川」ナンバー（ご当地ナンバー：市川市）になる。
  - 上記の通り、所在地は習志野市ではなくて船橋市。なお、「習志野」は旧陸軍習志野練兵場に由来する地名で、その範囲は習志野市・船橋市・八千代市の3市に跨がる。
  - 2020年5月11日にご当地ナンバー第3弾として市川市を使用の本拠の位置とする車両向けに「市川」ナンバー、船橋市を使用の本拠の位置とする車両向けに「船橋」ナンバーの交付が開始された。
- 袖ヶ浦自動車検査登録事務所 - 千葉県南部（市原市・袖ケ浦市・木更津市・君津市・南房総市・館山市・鴨川市・勝浦市・いすみ市・茂原市・富津市・安房郡鋸南町・夷隅郡（大多喜町・御宿町）・長生郡（一宮町・睦沢町・白子町・長柄町・長南町・長生村））
  - 1982年12月20日に本庁舎管内を分割する形で、千葉県陸運事務所袖ヶ浦支所（当時）として開設。
  - ここで交付されるナンバープレートは「袖ヶ浦」ナンバーと「市原」ナンバー（ご当地ナンバー：市原市）になる。開設当時の所在地は千葉県君津郡袖ヶ浦町で、町名を用いたナンバープレートが定められたのは日本初[1]。
  - 「袖ヶ浦」は本来、東京湾岸の千葉県側を意味する雅号に由来し、上記の「習志野」同様に袖ケ浦市外を含む広い地域に跨がる。実際、習志野市にもそれにちなんで命名された「袖ケ浦」という町名が存在する。
  - 2020年5月11日にご当地ナンバー第3弾として市原市を使用の本拠の位置とする車両向けに「市原」ナンバーの交付が開始された。
- 野田自動車検査登録事務所 - 千葉県北西部（野田市・流山市・松戸市・柏市・我孫子市）
  - 1997年10月20日に習志野自動車検査登録事務所管内を分割する形で開設。
  - ここで交付されるナンバープレートは「野田」ナンバーと「柏」ナンバー（ご当地ナンバー：柏市・我孫子市）、「松戸」ナンバー（ご当地ナンバー：松戸市）になる。
  - 開設に当たっては野田市と柏市との間で激しい誘致合戦が繰り広げられた。用地確保などの点で野田市に決定したが、約9年後の2006年10月10日にご当地ナンバー第1弾として柏市・我孫子市を使用の本拠の位置とする車両向けに「柏」ナンバーの交付が開始された。
  - 2020年5月11日にご当地ナンバー第3弾として松戸市を使用の本拠の位置とする車両向けに「松戸」ナンバーの交付が開始された。

### 海事部門
- 全業務 - 千葉県東部の一部（銚子市・香取市・旭市・匝瑳市・香取郡東庄町）を除く全域
  - 管轄外とされた地域は茨城運輸支局鹿島海事事務所管内。